# Ермаково (Свердловская область)
Ермако́во — деревня в Таборинском районе Свердловской области России. 

## Географическое положение
Расположена на правом берегу реки Тавда в 3 км от д. Кузнецово, в 13 км от районного центра села Таборы, в 56 км от города Тавды, в 306 км от Екатеринбурга и в 156 км от Тюмени.

## История
В 1850 году в Таборинской волости Туринского округа Тобольской губернии. С 1 января 2006 года входит в состав муниципального образования Кузнецовское сельское поселение. 
Согласно переписным листам переписи населения Российской империи 1897 года, жители деревни носили следующие фамилии: Долгоносов,
Ермаков,
Дьяков,
Шамотайлов,
Леоненко,
Волосков,
Кокшеров,
Вахрушов,
Кузнецов,
Вагайский,
Кобяшев,
Мещенин,
Меньщиков,
Попов,
Сапрыгин,
Двинянинов,
Шмелев,
Путилов.

## Климат
Климат континентальный с холодной зимой и тёплым летом.